# Colletes ankarae
Colletes ankarae är en biart som beskrevs av Warncke 1978. Colletes ankarae ingår i släktet sidenbin, och familjen korttungebin. Inga underarter finns listade i Catalogue of Life.